# Labuť černokrká
Labuť černokrká (Cygnus melancoryphus) je nejmenší zástupce rodu Cygnus na světě. 

## Popis
Samci dorůstají 115–140 cm a mají hmotnost 4,5–6,7 kg, samice jsou dlouhé 102–124 cm a mají hmotnost 3,5–4,4 kg. Rozpětí křídel je až 180 cm. Ptáci jsou zbarveni jasně bíle, mají černý krk a hlavu, šedý zobák a růžové končetiny. Přes oko se jim táhne bílý pruh a na zobáku mají výrazné červené ozobí. Obě pohlaví jsou si velmi podobná, samice jsou pouze o něco menší.

## Rozšíření

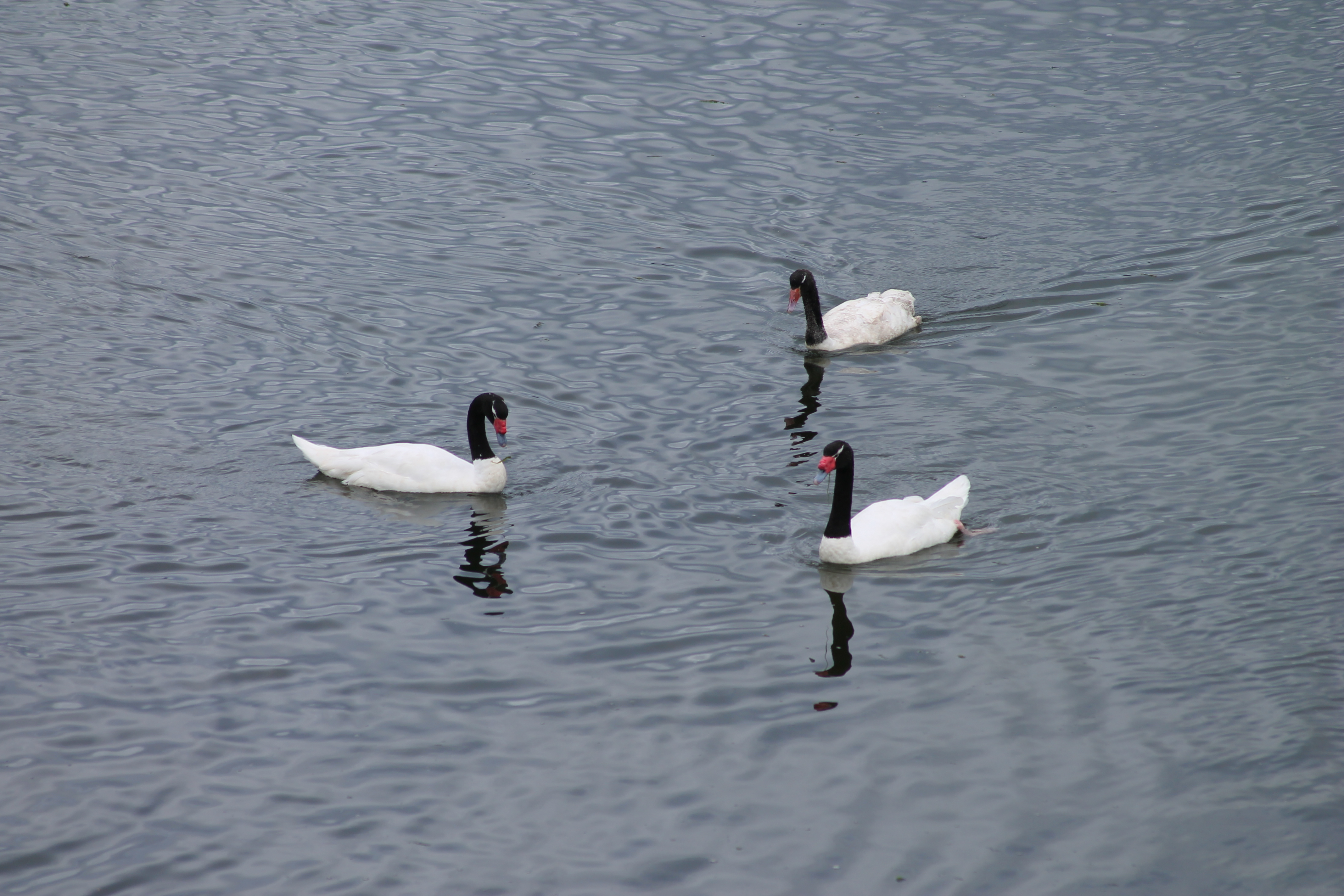
Skupina tří labutí

Žije pouze v jižní části jihoamerického kontinentu, a to v oblasti od Paraguaye po Falklandské ostrovy (Argentina, Brazílie, Chile, Falklandy a Uruguay). Svůj pobyt některé populace mění podle ročních období – ptáci z jihu kontinentu zimují severněji. Populace na Falklandských ostrovech jsou stálejší.

## Prostředí
Typickým prostředím jsou nejrůznější mokřady, pobřežní či sladkovodní jezera a říční delty. Mimo hnízdní období, kdy je přísně teritoriální, se často zdržuje v hejnech. 

## Hnízdění

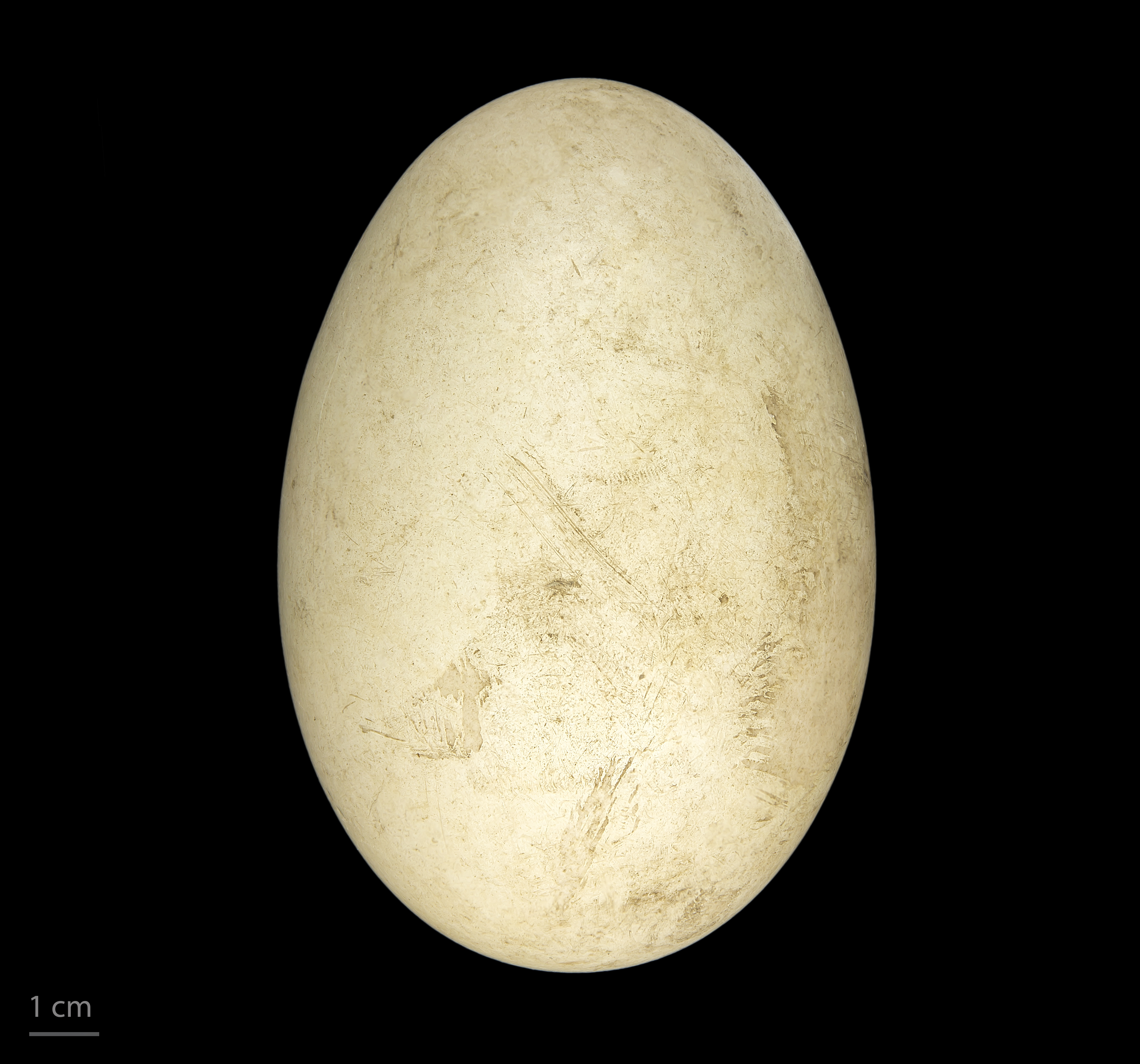
Vejce labutě černokrké

Hnízdí v červenci a srpnu. Snáší 3–7 (4–8) vajec, na kterých sedí střídavě oba rodiče. Vejce klade do velkého kopcovitého hnízda z rostlinného materiálu.

Inkubační doba je 36 dní. Přibližně do stáří jednoho měsíce jsou malé labutě schovány mezi křídly rodičů, kteří je vozí na zádech. Živí se převážně vodními rostlinami.